# 高雄 (扶桑町)
高雄（たかお）は、愛知県丹羽郡扶桑町の大字。扶桑町役場や扶桑駅などが所在する同町の中心市街地。

## 地理
扶桑町の中央から東部に位置し、犬山市と大口町に隣接している。面積は約453haで、そのうち市街化区域が約43%を占めている。

### 河川
- 木津用水

- 木津用水と桜並木

### 小字
高雄に属している小字は以下の通りである。
| - 伊勢帰裏（いせがえりうら） - 伊勢帰（いせがえり） - 犬堀（いぬぼり） - 海道田（かいどうだ） - 覚王寺前（かくおうじまえ） - 北海道（きたかいどう） - 北郷（きたごう） - 北堂子（きたどうじ） - 北羽根（きたはね） - 北東川（きたひがしがわ） - 北屋敷（きたやしき） - 郷東（ごうひがし） - 米ノ山（こめのやま） | - 定松郷（さだまつごう） - 定松（さだまつ） - 下野（しもの） - 下山（しもやま） - 定光寺（じょうこうじ） - 高田（たかだ） - 突田（つくだ） - 天道（てんどう） - 堂子（どうじ） - 中海道（なかかいどう） - 中郷（なかごう） - 中屋敷（なかやしき） - 南郷（なんごう） | - 羽根西（はねにし） - 東寺子（ひがしてらこ） - 福塚（ふくづか） - 扶桑台（ふそうだい） - 道塚（みちづか） - 南羽根（みなみはね） - 南東川（みなみひがしがわ） - 南屋敷（みなみやしき） - 宮島郷（みやじまごう） - 宮島（みやじま） - 宮前（みやまえ） - 薬師堂（やくしどう） - 柳前（やなぎまえ） |

### 地価
住宅地の地価は、2023年（令和5年）7月1日の公示地価によれば以下の通り。
| 地番           | 価格（円/m2） | 交通施設・距離   |
| -------------- | ------------- | ---------------- |
| 中海道31       | 74,900        | 扶桑駅、650m     |
| 覚王寺前21-197 | 67,600        | 扶桑駅、1,300m   |
| 天道352        | 85,400        | 扶桑駅、280m     |
| 薬師堂194      | 71,800        | 扶桑駅、600m     |
| 南羽根43-11    | 64,100        | 木津用水駅、470m |

## 歴史

### 地名の由来
古代の荘名「高雄荘」に由来した地名と思われる。『大日本地理資料』は、「高尾荘は高雄村」とし、『大日本地名辞書』は、「高雄荘は高尾村、高雄とは旧庄号なるを・・・」としていることから、高雄という地名はもともと「高尾」であったと考えられ、この「高尾」については、尾張東北部は古い時代から尾張氏の勢力が深く浸透していた地方で、尾張氏の故地、大和葛城山麓の「高尾張」にちなんで、この地方を高尾張と呼んだ。それが前期のように和銅6年の「地名は全て二字とし」、「郡郷名は好字を著れよ」の令（諸国郡郷名著好字令）によって2文字となり、「尾」より「雄」を佳字とし高雄としたという説がある。

### 江戸時代
慶長年間（1596年～1615年）、高雄地区には犬山羽根村・下野村の2ヶ村があった。文政年間（1820年頃）にはこの2ヶ村に下野原新田が加わり、3ヶ村が確認できる。

### 明治
- 1878年（明治11年）- 犬山羽根村、下野村、下野原新田村が合併し、高雄村となる[5]。
- 1889年（明治22年）10月1日 - 町村制の施行に伴い、新たに成立した高雄村の一部となる[5]。
- 1906年（明治39年）10月1日 - 高雄村が山名村、豊国村、柏森村の一部と合併し、扶桑村大字高雄となる[5]。

### 昭和
- 1952年（昭和27年）8月1日 - 扶桑村が町制を施行して、扶桑町大字高雄となる[5]。
- 1987年（昭和62年）7月25日 - 扶桑町図書館開館[11][12][13][14]。

### 平成
- 1995年（平成7年）6月24日 - 扶桑文化会館開館[15]。

### 自治体の変遷
| 郡       | 明治初年頃   | 明治11年 | 明治22年 | 明治28年 | 明治39年                     | 昭和27年                                | 昭和29年                                | 昭和37年 - 現在                         |
| -------- | ------------ | -------- | -------- | -------- | ---------------------------- | --------------------------------------- | --------------------------------------- | --------------------------------------- |
| 丹 羽 郡 | 木津村       | 木津村   | 高雄村   | 高雄村   | 明治39年10月1日 犬山町に分離 | 明治39年10月1日 犬山町に分離            | 昭和29年4月1日 市制施行 犬山市          | 昭和29年4月1日 市制施行 犬山市          |
| 丹 羽 郡 | 上野村       |          | 高雄村   | 高雄村   | 明治39年10月1日 犬山町に分離 | 明治39年10月1日 犬山町に分離            | 昭和29年4月1日 市制施行 犬山市          | 昭和29年4月1日 市制施行 犬山市          |
| 丹 羽 郡 | 下野村       | 高雄村   | 高雄村   | 高雄村   | 明治39年10月1日 合併 扶桑村  | 昭和27年8月1日 町制施行 扶桑町 大字高雄 | 昭和27年8月1日 町制施行 扶桑町 大字高雄 | 昭和27年8月1日 町制施行 扶桑町 大字高雄 |
| 丹 羽 郡 | 下野原新田村 | 高雄村   | 高雄村   | 高雄村   | 明治39年10月1日 合併 扶桑村  | 昭和27年8月1日 町制施行 扶桑町 大字高雄 | 昭和27年8月1日 町制施行 扶桑町 大字高雄 | 昭和27年8月1日 町制施行 扶桑町 大字高雄 |
| 丹 羽 郡 | 犬山羽根村   | 高雄村   | 高雄村   | 高雄村   | 明治39年10月1日 合併 扶桑村  | 昭和27年8月1日 町制施行 扶桑町 大字高雄 | 昭和27年8月1日 町制施行 扶桑町 大字高雄 | 昭和27年8月1日 町制施行 扶桑町 大字高雄 |

## 世帯数と人口
2022年（令和4年）12月1日現在の世帯数と人口は以下の通りである。
| 地区     | 世帯数 | 人口   |
| -------- | ------ | ------ |
| 南新田   | 719    | 1,960  |
| 高雄住宅 | 63     | 121    |
| 北新田   | 458    | 1,202  |
| 羽根     | 1,011  | 2,411  |
| 羽根西   | 115    | 230    |
| 東川西   | 420    | 1,017  |
| 東川南   | 355    | 844    |
| 東川北   | 317    | 773    |
| 扶桑住宅 | 57     | 105    |
| 南定松   | 521    | 1,244  |
| 北定松   | 660    | 1,587  |
| 福塚     | 418    | 912    |
| 宮島     | 474    | 1,147  |
| 伊勢帰   | 223    | 570    |
| 扶桑台   | 281    | 645    |
| 高雄団地 | 91     | 206    |
| 計       | 6,183  | 14,974 |

### 人口の変遷
国勢調査による人口の推移。
| 年                 | 人口   |
| ------------------ | ------ |
| 1995年（平成7年）  | 12,667 |
| 2000年（平成12年） | 13,539 |
| 2005年（平成17年） | 13,863 |
| 2010年（平成22年） | 14,439 |
| 2015年（平成27年） | 14,428 |
| 2020年（令和2年）  | 14,617 |

- 平均年齢 - 47.1歳（2020年）[22]

### 世帯数の変遷
国勢調査による世帯数の推移。
| 年                 | 世帯数 |
| ------------------ | ------ |
| 1995年（平成7年）  | 3,815  |
| 2000年（平成12年） | 4,365  |
| 2005年（平成17年） | 4,709  |
| 2010年（平成22年） | 5,221  |
| 2015年（平成27年） | 5,365  |
| 2020年（令和2年）  | 5,774  |

## 小・中学校の学区
市立小・中学校に通う場合、学区は以下の通りとなる。
| 地区名                                                                                 | 小学校               | 中学校               |
| -------------------------------------------------------------------------------------- | -------------------- | -------------------- |
| 北新田、羽根、羽根西、東川西、東川南、東川北、扶桑住宅、高雄団地、宮島、伊勢帰、扶桑台 | 扶桑町立高雄小学校   | 扶桑町立扶桑北中学校 |
| 南新田、高雄住宅、南定松、北定松、福塚、公営住宅                                       | 扶桑町立扶桑東小学校 | 扶桑町立扶桑北中学校 |

- 福塚については、中学校の指定校の変更ができる[23]。

## 事業所
2021年（令和3年）現在の経済センサス調査による事業所数と従業員数は以下の通りである。
| 大字   | 事業所数    | 従業員数 |
| ------ | ----------- | -------- |
| 高雄   | 354事業所   | 4,006人  |
| 扶桑町 | 1,052事業所 | 10,076人 |

### 事業所数の変遷
経済センサスによる事業所数の推移。
| 年                 | 事業者数 |
| ------------------ | -------- |
| 2016年（平成28年） | 351      |
| 2021年（令和3年）  | 354      |

### 従業員数の変遷
経済センサスによる従業員数の推移。
| 年                 | 従業員数 |
| ------------------ | -------- |
| 2016年（平成28年） | 3,163    |
| 2021年（令和3年）  | 4,006    |

## 施設

### 行政施設
- 扶桑町役場

### 公共施設
教育機関
- 愛知県立丹羽高等学校
- 扶桑町立扶桑北中学校
- 扶桑町立高雄小学校
- 扶桑町立扶桑東小学校

文化施設
- 扶桑文化会館
- 扶桑町図書館

公園
- 尾張広域緑道

### 警察
- 犬山警察署高雄駐在所

### 商業施設
- アクロスプラザ扶桑

## 企業
メガネ赤札堂は、扶桑町高雄で個人創業の眼鏡店として創業した。現在本社は名古屋市千種区に移っており、扶桑町の店舗は「本店」と表記されている。
- メガネ赤札堂

## 寺社
- 楉埜神社
- 託美神社
- 葉森神社
- 船塚神社
- 安穏寺
- 覚王寺
- 白雲寺

## 古墳
- 長泉塚古墳
- 舟塚古墳

## 文化

### 文化財
国の登録有形文化財
- 覚王寺

愛知県指定有形文化財
- 長泉塚古墳

町指定文化財
- 舟塚古墳

## 交通
鉄道
- 名古屋鉄道
  - 名鉄犬山線：扶桑駅 - 木津用水駅

道路
- 国道41号（名濃バイパス）
- 愛知県道64号一宮犬山線（中央道）

## その他

### 日本郵便
- 郵便番号 : 480-0102[3]（集配局：扶桑郵便局[27]）。

## 出身者
- 千田憲三（実業家、第7代名古屋鉄道社長、初代東海テレビ放送社長）
- 千田勝隆（第10代扶桑町長、元扶桑町議会議員）
- 鯖瀬武（第11代扶桑町長、元扶桑町役場総務部長）